# Granite (Oregon)
Granite – miasto w Stanach Zjednoczonych, w stanie Oregon, w hrabstwie Grant.